# Federația Sanmarineză de Fotbal
Federația Sanmarineză de Fotbal (FSGC; italiană Federazione Sammarinese Giuoco Calcio) este forul principal de fotbal din San Marino. Organizează anual Campionato Sammarinese di Calcio.